# Puchar Europy w Biegu na 10 000 metrów 2009
13. Puchar Europy w Biegu na 10 000 metrów – zawody lekkoatletyczne, które odbyły się w Ribeira Brava na Maderze 6 czerwca 2009 roku.

## Rezultaty

### Mężczyźni
| Konkurencja   | 1. miejsce           | 1. miejsce | 2. miejsce      | 2. miejsce  | 3. miejsce | 3. miejsce |
| ------------- | -------------------- | ---------- | --------------- | ----------- | ---------- | ---------- |
| Indywidualnie | José Manuel Martínez | 27:57,61   | Rui Pedro Silva | 28:01,63 PB | José Rocha | 28:15,44   |
| Drużynowo     | Portugalia           |            | Rosja           |             | Hiszpania  |            |

### Kobiety
| Konkurencja   | 1. miejsce    | 1. miejsce  | 2. miejsce      | 2. miejsce | 3. miejsce      | 3. miejsce  |
| ------------- | ------------- | ----------- | --------------- | ---------- | --------------- | ----------- |
| Indywidualnie | Inês Monteiro | 31:34,17 PB | Olivera Jevtić  | 31:35,92   | Ana Dulce Félix | 31:40,60 PB |
| Drużynowo     | Portugalia    |             | Wielka Brytania |            |                 |             |